# 1 µm
1 µm (ou encore 1 000 nm) est l'évolution du procédé de fabrication des semi-conducteurs précédent à 1,5 µm. Cette technologie des semi-conducteurs a été atteinte en 1985 par les sociétés de semi-conducteurs, comme Intel ou encore IBM.
Le successeur de ce procédé utilise une largeur de canal de 800 nm.

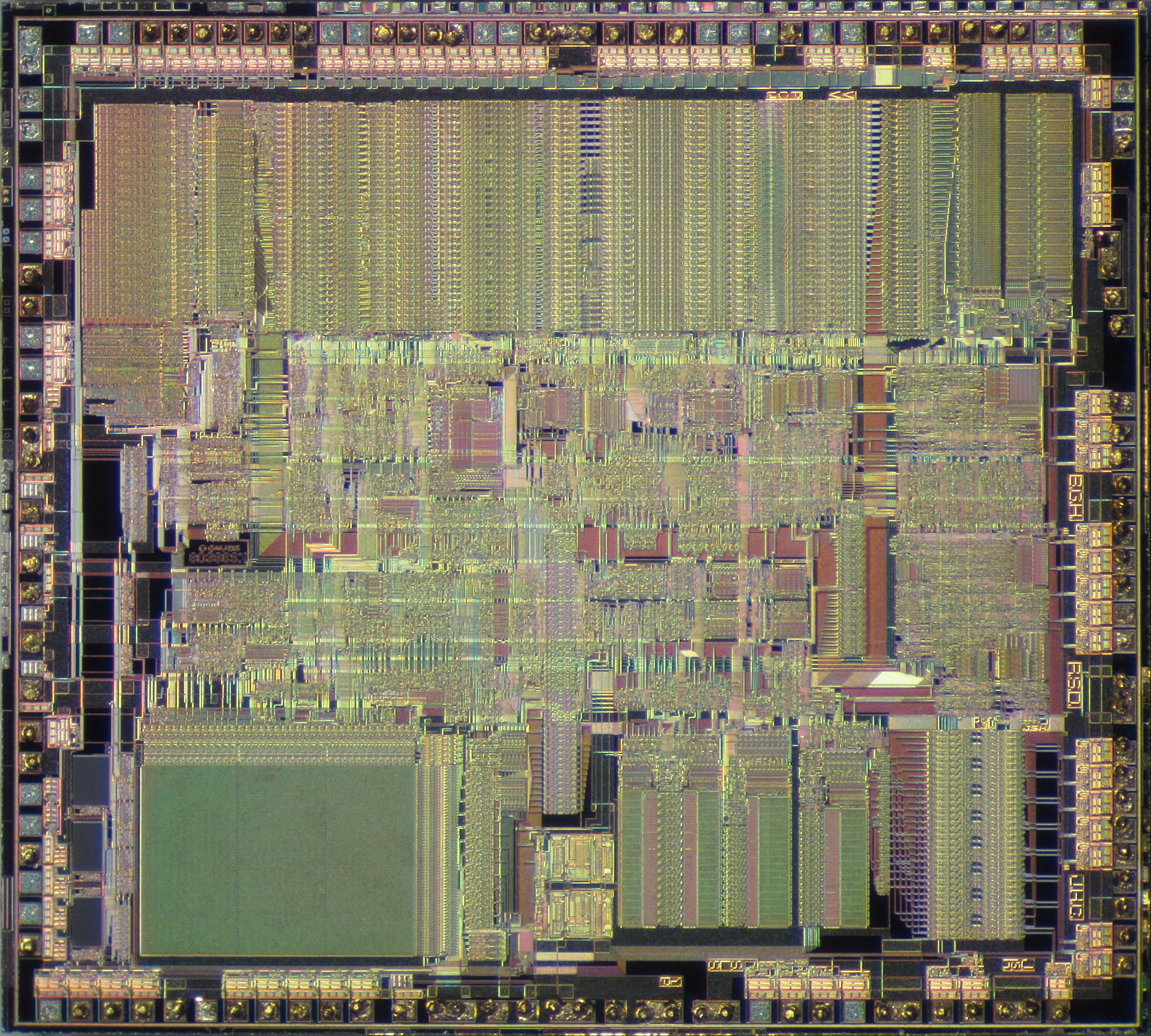
Vue du die du microprocesseur Intel 80386 SX-20.

## Produits fabriqués avec un procédé à 1 µm
- CPU Intel 80386 lancé en 1985